# Samuel Coleridge-Taylor
Samuel Coleridge-Taylor (15 de agosto de 1875-1 de septiembre de 1912) fue un compositor y director de orquesta afroinglés, considerado heredero del Romanticismo inglés de Elgar, uno de sus varios mentores. Su obra más conocida, Scenes from «The Song of Hiawatha» (Op. 30), una trilogía de cantatas basada en The Song of Hiawatha (1855), de Henry Wadsworth Longfellow, se estrenó cuando tenía 25 años. Murió de pulmonía a la edad de 37 años. Su hija fue Avril Coleridge-Taylor.
Fue considerado un «verdadero genio» por August Jaeger, una de las figuras más relevantes de la música británica, y sir Hubert Parry se refirió al estreno de Hiawatha como «uno de los acontecimientos más destacados en la historia de la música moderna».
Nacido en Londres de madre inglesa y padre de Sierra Leona, Coleridge-Taylor estudió el violín en el Royal College of Music y composición con Charles Villiers Stanford.
Con su obra Twenty-four Negro Melodies (Op. 59) para piano (1905), Coleridge-Taylor esperaba «lograr para la música negra lo que Brahms hizo para la música folclórica húngara, Dvořák para la música folclórica bohemia y Grieg para la noruega».